# Aulus Gabinius Secundus (Suffektkonsul 43)
Aulus Gabinius Secundus war ein römischer Senator des 1. Jahrhunderts n. Chr.
Er ist als Suffektkonsul für die Monate August und September des Jahres 43 belegt. Darüber hinaus ist von seiner Laufbahn nichts bekannt.
Aulus Gabinius Secundus war vermutlich ein Sohn des gleichnamigen (in der Überlieferung teilweise auch mit dem Vornamen Publius versehenen) Suffektkonsuls des Jahres 35.